# Уједињење Јемена 1990.
Уједињење Јемена извршено је 22. маја 1990. године када су Народна Демократска Република Јемен (Јужни Јемен) и Арапска Република Јемен (Северни Јемен) формирале Републику Јемен.

## Позадина
За разлику од Западне и Источне Немачке, Северне и Јужне Кореје, те Северног и Јужног Вијетнама, Северни и Јужни Јемен су током свог постојања одржавали добросуседске односе, који су ипак с временом знали бити нарушени. Такође, за разлику од наведених антагонистичких држава, два Јемена нису настала као последица хладноратовских подела: Северни Јемен је настао распадом Османског царства 1918, а Јужни Јемен је постојао као британска колонија (Протекторат Аден) до 1967. године када је добио независност.
Северни Јемен је након грађанског рата постао република у којој је 1980-их живело 12 милиона становника. Велик део његових државаљана радио је у нафтној индустрији у заливским државама. Јужним Јеменом је од 1967. владала марксистичка влада која је добивала помоћ од Совјетског Савеза. Јужни Јемен је 1980-их бројао 3 милиона становника. Крајем 1980-их, две јеменске владе су покренуле заједнички пројекат истраживања нафтних извора на државној граници и основале Јеменску компанију за улагање у минерале и нафтне изворе. Већ су новембра 1989. севернојеменски Али Абдулах Салих и јужнојеменски вођа Али Салим ел Беид прихватили нацрт за нови устав уједињеног Јемена који је требало да ступи на снагу 1991. године.

## Уједињење
Уједињење Јемена извршено је 22. маја 1990. године; Али Абдулах Салих је постао председник, а Али Салим ел Беид потпредседник нове Републике Јемен. Након ујдињења је покренут 30-месечни транзициони период унутар којег се требало извршити спајање свих државних институција у једно тело. Нови устав предложен је маја 1990, а народ га је признао на референдуму маја 1991. године. Први парламентарни избори одржани су 27. априла 1993. године. Уједињени Јемен се одмах суочио с кризом: Саудијска Арабија је отпустила 800.000 јеменских држављана који су радили у саудијским нафтним компанијама, јер је Јемен одбио да пошаље своје војне трупе у Заливски рат. Многи отпуштени радници били су смештени у избегличке кампове, а њихов повратак одмах је повећао јеменску популацију за 7%.

## Последице
Уједињење Јемена није прошло онако како је Југ очекивао. Северњачки политичари су били заступљенији и утицајнији у јеменској политици, а Југ је уз то био и економски запостављан. Нагомилани антагонизми између две стране кулминисали су грађанским ратом и покушајем отцепљења Југа 1994. године. Југ је поражен у сукобу и велик део јужњачких политичара напустио је Јемен. Напетости и разлике између Југа и Севера и даље постоје, те су стална претња политичкој стабилности Јемена.